# Bârlogu (okręg Vâlcea)
Bârlogu – wieś w Rumunii, w okręgu Vâlcea, w gminie Stoenești. W 2011 roku liczyła 392 mieszkańców.